# Damaeus pomboi
Damaeus pomboi är en kvalsterart som beskrevs av Pérez-Íñigo 1987. Damaeus pomboi ingår i släktet Damaeus och familjen Damaeidae. Inga underarter finns listade i Catalogue of Life.